# Gerhard Schröder
Gerhard Fritz Kurt Schröder (Mossenberg, 7. travnja 1944.), njemački političar i državnik koji je do 22. studenog 2005. bio na funkciji saveznog kancelara Njemačke.
Rodio se u skromnoj radničkoj obitelji i dugo vremena je morao raditi svakojake poslove prije nego što je završio pravni fakultet i postao odvjetnik. Zbog toga se od mladosti priključio socijaldemokratima i postupno napredovao u stranci, sve dok godine 1986. nije kao vođa socijaldemokrata dobio izbore u saveznoj državi Donjoj Saskoj i tamo postao premijer. 
Na toj je funkciji postao najkarizmatičniji i najpopularniji socijaldemokratski političar te kao vođa SPD-a glatko dobio savezne izbore godine 1998. i sastavio koaliciju sa Strankom zelenih. Nedugo nakon toga založio se za intervenciju snaga NATO-a na Kosovu i tom prilikom, po prvi put nakon Drugog svjetskog rata, poslao njemačke snage u borbene operacije. S druge strane, oštro se protivio američkoj invaziji na Irak čemu mnogi pripisuju njegovu iznenađujuću pobjedu na parlamentarnim izborima 2002. godine. 
Za vrijeme njegovog mandata u Njemačkoj je nezaposlenost narasla do nezapamćenih razmjera i bilježila se velika ekonomska stagnacija te rast ekstremnih stranaka s lijeva i desna. Nakon poraza socijaldemokrata na izborima u tradicionalnom uporištu Sjevernoj Rajni-Vestfaliji godine 2005. je zakazao parlamentarne izbore godinu dana prije roka. Iako se isprva smatralo da će SPD na izborima doživjeti težak poraz, socijaldemokrati su uspjeli osvojiti 222 mandata, samo 4 manje od suparničkog CDU-a. Nakon višetjednih pregovora o velikoj koaliciji nasljeđuje ga Angela Merkel (CDU) na funkciji saveznog kancelara Njemačke.
- | Logotip Zajedničkog poslužitelja | Zajednički poslužitelj ima još gradiva o temi Gerhard Schröder |